# Jarmo Hirvasoja
Jarmo Juhani Hirvasoja, född 4 september 1954 i Uleåborg, Finland, är en finsk tidigare isracingförare, världsmästare 1990 som den dittills enda från sitt land.
År 1985 vann Hirvasoja ett individuellt VM-silver och 1988 var han med och hemförde en bronsmedalj till Finland i lagtävlingen. Han är dessutom finsk mästare sju gånger under åren 1982-1991. 
Hirvasoja avslutade sin karriär 1996 då han skadades i inomhustävlingarna i Berlin.
Hirvasoja, som representerade Uleåborg Motorklubb, jobbar numera som rörmokare.